# هنسن (آیداهو)
هنسن(به انگلیسی: Hansen) شهری در شهرستان توینفالز ایالت آیداهو است که جمعیت آن در سرشماری سال ۲۰۱۰ میلادی ۱٬۱۴۴ نفر بوده است.

## موقعیت جغرافیایی
موقعیت جغرافیایی شهرها و مناطق اطراف به شرح زیر است: